# 宝泉岭农场
宝泉岭农场是位于中华人民共和国黑龙江省鹤岗市萝北县的一个国有农场，隶属于黑龙江省农垦宝泉岭管理局。所辖区域列为萝北县的一个类似乡级单位。
宝泉岭农场位于萝北县西南部，以地貌特征得名。场部东山脚下有一古泉，细水长流，故得名“宝泉岭”。

## 行政区划
宝泉岭农场下辖以下单位：
宝泉岭场直社区、宝泉岭农场第一管理区、宝泉岭农场第二管理区、宝泉岭农场第三管理区、宝泉岭农场第四管理区和宝泉岭农场第五管理区。